# Wolfers
Wolfers – amerykański gang przemytniczy działający w latach sześćdziesiątych i początku siedemdziesiątych XIX wieku na terenach dzisiejszych prowincji Kanady Alberta i Saskatchewan.
Gang składał się z od 100 do 300 osób. Członkowie gangu przemycali z Montany alkohol, wymieniając go u Indian na skóry. Sami też zajmowali się polowaniami, a raczej kłusownictwem. Jako swoją siedzibę wybrali opuszczony przez Kompanię Zatoki Hudsona Fort Hamilton. Zainstalowali w nim kilka skradzionych w USA armat. Nazwa gangu pochodziła od sposobu, w jaki kłusowali na wilki (wilk to po angielsku wolf). Zatruwali oni mięso upolowanych wcześniej bizonów i podrzucali w miejscach żerowania wilków i kojotów, a następnie zdzierali skóry z zatrutych w ten sposób zwierząt. Przyczynili się w ten sposób do unicestwienia całych stad tych zwierząt. Wolfersi odpowiedzialni byli za masakrę Indian na Wzgórzach Cyprysowych w 1873 roku.
Gang został rozbity przez oddziały Północno-Zachodniej Policji Konnej w 1883 roku.
Wolfersami nazywa się też innych myśliwych polujących na wilki w Ameryce Północnej w XIX i na początku XX w.